# نقابة الصحفيين اليمنيين

نقابة الصحفيين اليمنيين نقابة مهنية تأسست في عام 1976 بهدف الدفاع عن حقوق الصحفيين اليمنيين وحرية الرأي والتعبير وفقا لإهدافها المعلنة، وتضم النقابة في عضويتها جميع الصحفيين اليمنيين ممن تنطبق عليهم شروط العضوية، يقع مقر النقابة الرئيسي في العاصمة اليمنية صنعاء وتوجد لها عدد من الفروع في بعض المدن الرئيسية مثل عدن، تعقدالنقابة في الحالات العادية وفقا لنظامها الأساس مؤتمرها الانتخابي كل أربع سنوات، وهي عضو في عدد من الإتحادات العربية والعالمية المماثلة مثل الاتحاد العام للصحفيين العرب والاتحاد الدولي للصحفيين.

## هياكل النقابة
يرأس النقابة في الدورة الحالية الصحفي اليمني ياسين المسعودي،وفقا لآخر انتخابات تم فيها اختيار مجلس للنقابة من أربعة عشر صحفيا .وتضم النقابة في عضويتها 1499 عضوا .

## الإغلاق
تعرضت النقابة لحملة شرسة على خلفية قيامها بتبني قضايا الدفاع عن الصحفيين اليمنيين وخصوصا بعد سيطرة الحوثيين على العاصمة اليمنية صنعاء في سبتمبر 2014 ، وقد قامت عناصر حوثية في 8 فبراير 2016 بإغلاق مقر النقابة الرئيسي تحت ذريعة صدور حكم قضائي بذلك .

## وصلات خارجية
موقع النقابة على الإنترنت